# Кузнецов, Игорь Михайлович
Игорь Михайлович Кузнецов (19 октября 1955) — советский хоккеист, нападающий.

## Биография
Дебютировал в хоккейном клубе «Буревестник» (Алма-Ата), который тренировал его отец Михаил Кузнецов. В 19 лет уехал в Караганду и полтора сезона провел в составе «Автомобилиста». Затем перебрался в Торпедо (Усть-Каменогорск). В 1976 году был призван в армию. Службу проходил, играя за СКА (Новосибирск).
После службы вернулся в «Торпедо», выступавшем тогда в первой лиге чемпионата СССР. В первом же сезоне, будучи центральным нападающим, забил 30 голов за сезон. С 1979 года стал на 10 лет капитаном команды и стал забивать по 50 — 70 шайб за сезон. Когда в 1981 году он получил приглашение от московских армейцев, то отказался, так как не хотел покидать Усть-Каменогорск.
В сезоне 1985/1986 стал лучшим бомбардиром первой лиги (53 шайбы) и помог клубу выйти в высшую лигу. По результатам сезона 1987/88 года Кузнецов вместе с Борисом Александровым завоевал приз «Рыцарю атаки» журнала «Советский воин» за наибольшее число хет-триков в сезоне.
Летом 1989 года Игорь Кузнецов переехал в Финляндию, где начал выступать в провинциальном клубе ХПК из Хямеэнлинна, играющем в СМ-лиге, и сразу едва не стал лучшим бомбардиром финского чемпионата. В 1991 году помог клубу впервые в его истории выиграть бронзовые медали чемпионата Финляндии. За два года выступлений в ХПК Игорь провел 96 игр, набрав 32+77 очков по системе «гол+пас».
В начале сезона 1991/92 оказывается в Германии, в клубе «Ратинген», где уже играли 10 бывших казахстанцев и 2 россиянина. За клуб, выступавший во второй бундеслиге, провел 43 игры, забив 37 шайб и сделав 43 результативных передач. Команда вышла в топ-дивизион. Но в сезоне 1992/93 года уже в четвёртой своей игре в высшей лиге, получил тяжёлую травму (перелом ноги), после которой спортивную карьеру в 38 лет пришлось завершить. В высшей лиге чемпионата Германии забил одну шайбу и сделал 4 результативные передачи.

## Достижения

### Личные
- Приз газеты «Калининская правда» — самому результативному игроку первой лиги — 1985/86 (53 шайбы).
- Приз журнала «Советский воин» «Рыцарю атаки» — за наибольшее количество хет-триков — 1987/88 (3 + 3).
- Лучший бомбардир «Торпедо»: 1985 (43+33), 1986 (53+45), 1989 (44+46).

### Командные
- — 2 место в первенстве СССР (2 лига, Восточная зона)- 1980
- — победитель переходного турнира — 1980
- — 3 место в первенстве СССР (1 лига, Восточная зона)- 1986
- — 2 место в первенстве СССР (1 лига, Восточная зона)- 1987
- — 1 место в первенстве СССР (1 лига, Восточная зона)- 1989
- — 2 место в переходном турнире — 1989
- — 3 место в чемпионате Финляндии — 1991
- — 2 место в чемпионате Германии (вторая бундеслига) — 1992

## После окончания карьеры
В 1995 году создал в Германии торговую фирму KIMEX, специализирующуюся на экспорте обуви и одежды в бывший Советский Союз. Только в Казахстане открыто 14 филиалов «Кимекса».